# 6433 Enya
A 6433 Enya (1978 WC) egy kisbolygó, amit 1978-ban fedeztek fel. Nevét Enya ír énekesnőről és dalszerzőről kapta. 3,69 év alatt kerüli meg a Napot, amitől legkisebb távolsága 279,7 millió, a legnagyobb 434,8 millió km.